# Begonia guaniana
Begonia guaniana là một loài thực vật có hoa trong họ Thu hải đường. Loài này được H.Ma & Hong Z.Li mô tả khoa học đầu tiên năm 2006.